# Austin Abrams
Austin Abrams, né le 2 septembre 1996 à Sarasota (Floride), est un acteur américain.
Il est notamment connu pour avoir interprété les rôles d'Ethan Lewis dans la série Euphoria, de Dash dans Dash and Lily et de Ron Anderson dans The Walking Dead.

## Biographie
Austin Abrams est né le 2 septembre 1996 à Sarasota (Floride). Ses parents, Lori et Bradley Abrams, sont médecins.
Il commence à prendre des cours de théâtre dès l'âge de cinq ans et participe à des productions théâtrales à l'âge de neuf ans. Son premier rôle au cinéma est dans Ticking Clock.

## Carrière
Il est connu pour avoir tenu le rôle de Ron Anderson dans la série télévisée The Walking Dead, diffusée sur AMC, au cours des cinquième et sixième saisons.
En 2017, il joue dans le film All Summers End de Kyle Wilamowski.
En 2017, il est présent dans la comédie dramatique Brad's Status. L'année suivante, il joue dans la série The Americans,.
En 2019, il joue dans Euphoriaet il tient un rôle majeur dans l'adaptation du livre d'horreur Scary Stories to Tell in the Dark, et en 2020, il tient le rôle principal dans la romance adolescente Chemical Hearts diffusée sur Amazon Prime.
Toujours en 2020, il est l'un des rôles principaux de la mini-série Netflix, Dash and Lily,. 

## Filmographie

### Cinéma
- 2011 : Retour Mortel (Ticking Clock) d'Ernie Barbarash : James
- 2012 : Jewtopia de Bryan Fogel : Adam Lipschitz jeune
- 2013 : Gangster Squad de Ruben Fleischer : Pete
- 2013 : The Kings of Summer de Jordan Vogt-Roberts : Aaron
- 2014 : Grass Stains de Kyle Wilamowski : Hunter Gorski
- 2015 : La Face cachée de Margo (Paper Towns) de Jake Schreier : Ben Starling
- 2015 : Sacrifice de Michael Cohn : Tim
- 2015 : The Greens Are Gone de Peer Pedersen : Davey
- 2015 : Medicine Men de Guy Malim : Colt Rossdale
- 2017 : La Vie, ma vie (Brad's Status) de Mike White : Troy Sloan
- 2017 : Tragedy Girls de Tyler MacIntyre : Craig Thompson
- 2018 : Puzzle de Marc Turtletaub : Gabe
- 2018 : Les Potes (Dude) d'Olivia Milch : James
- 2019 : Scary Stories (Scary Stories to Tell in the Dark) d'André Øvredal : Tommy
- 2020 : Les Désaccords du cœur (Chemical Hearts) de Richard Tanne : Henry Page
- 2022 : Si tu me venges… (Do Revenge) de Jennifer Kaytin Robinson : Max Broussard
- 2023 : The Starling Girl de Laurel Parmet : Ben Taylor
- 2023 : The Line d'Ethan Berger et Alex Russek : Gettys O'Brien
- 2024 : Wolfs de Jon Watts : le jeune homme
- 2025 : Évanouis (Weapons) de Zach Cregger : James

### Télévision

#### Séries télévisées
- 2012 : Les Boloss : Loser attitude (The Inbetweeners) : Todd Cooper
- 2014 : Shameless : Henry McNally (saison 4, épisode 11)
- 2014 : Silicon Valley : L'homme qui fait la gravure (saison 1, épisode 6)
- 2015 - 2016 : The Walking Dead : Ron Anderson
- 2017 : SMILF : Casey (saison 1, épisodes 2 et 8)
- 2018 : The Americans : Jackson Barber
- 2019 - 2021 : This Is Us : Mark
- 2019 - présent : Euphoria : Ethan Lewis
- 2020 : Dash & Lily : Dash
- 2024 : Penelope : Sam